# خداترسی

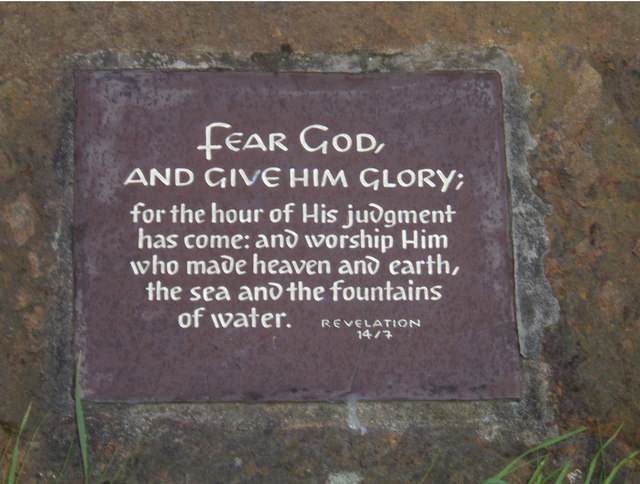
متن مذهبی روی یک پلاک فلزی که روی یک تخته سنگ نوشته شده؛ با این تیتر که «از خدا بترس و سعادت او را دریاب.»

ترس از خدا به ترس یا احساس خاص احترام، خشوع و تسلیم در برابر خدا گفته می‌شود. پیروان ادیان توحیدی ممکن است از قضاوت الهی، جهنم یا قدرت مطلق خداوند بترسند.

## مسیحیت
در عهد جدید، ترس با استفاده از کلمه یونانی φόβος (فوبوس، "ترس / وحشت") توصیف شده‌است و تنها در یک مورد θεοσέβεια (تئوسبیا) استفاده شده.
این اصطلاح اخیر می‌تواند به معنای ترس از قضاوت خداوند باشد. با این حال، از دیدگاه الهیات، «ترس از خداوند» چیزی بیش از ترس ساده را در بر می‌گیرد. رابرت بی استریمپل می‌گوید: «همگرایی میان هیبت، احترام، پرستش، عزت، پرستش، اعتماد به نفس، شکرگزاری، عشق و البته ترس، وجود دارد.» در برخی ترجمه‌های جایگزین امروزی، گاه از عبارت «احترام» به جای «ترس» استفاده می‌شود.

## اسلام
تقوا اصطلاحی اسلامی برای آگاهی و شناخت نسبت به خدا، حقیقت و واقعیت عقلانی است و «تقوا، با ریشه لغوی "وَقَیَ"به معنی خویشتن‌داری در پیشگاه خدا» است. این مفهوم غالباً در قرآن یافت می‌شود. المتقین به کسانی گفته می‌شود که تقوی پیشه می‌کنند یا به قول ابن‌عباس «مؤمنانی هستند که از شرک اجتناب می‌کنند و مطیع خدا هستند.»

## یهودیت
کلمات عبری יִרְאַ֣ת (yir'aṯ) و פחד (p̄aḥaḏ) معمولاً برای توصیف ترس از خدا / ال / یهوه استفاده می‌شوند .
بهای بن پاقودا دو نوع ترس را نام می‌برد؛ که "ترس از مجازات" دون‌تر و "ترس از جلال [هیبت الهی]" باارزش‌تر، هستند. ابراهیم بن داود بین "ترس از آسیب" (مشابه ترس از گزش مار یا مجازات پادشاه) و "ترس از بزرگی و جلال" تفاوت قائل شده. میمونیدس ترس از خدا را به عنوان یک امر مثبت دسته‌بندی کرده، به عنوان احساس کم‌اهمیتی انسان ناشی از تأمل در "اعمال و آفرینش‌های بزرگ و شگفت آور" خدا.

## بهائیت
در آیین بهائی، «قلب باید از هر نوع خودخواهی و شهوت مقدس شود، زیرا سلاح‌های یگانداران و مقدسین ترس از خدا بوده و هست.»